# Partido judicial de Villafranca del Panadés
El Partido judicial de Villafranca del Panadés es uno de los 49 partidos judiciales en los que se divide la comunidad autónoma de Cataluña, siendo el partido judicial n.º 9 de la provincia de Barcelona.
El ámbito territorial, que viene regulado por el Real Decreto 529/1983, de 9 de marzo, comprende a las localidades de Avinyonet del Penedès, Las Cabanyas, Castellví de la Marca, Fontrubí, Gelida, La Granada, Mediona, Olèrdola, Olesa de Bonesvalls, Pachs del Panadés, Pla del Panadés, Pontons, Puigdalba, San Cugat Sasgarrigas, San Lorenzo de Hortóns, San Martín Sarroca, San Pedro de Riudevitlles, San Quintín de Mediona, San Sadurní de Noya, Santa Fe del Panadés, Santa Margarita y Monjós, Subirats, Torrelavit, Torrellas de Foix, Villafranca del Panadés y Viloví.
La cabeza de partido y por tanto sede de las instituciones judiciales es Villafranca del Panadés. Cuenta con cinco Juzgados de Primera Instancia e Instrucción.